# تيدي رايلي
تيدي رايلي (بالإنجليزية: Teddy Riley)‏ هو منتج أسطوانات ومغن مؤلف وملحن أمريكي، ولد في 8 أكتوبر 1967 في نيويورك في الولايات المتحدة.

## وصلات خارجية
- تيدي رايلي على موقع IMDb (الإنجليزية)
- تيدي رايلي على موقع الموسوعة البريطانية (الإنجليزية)
- تيدي رايلي على موقع ميوزك برينز (الإنجليزية)
- تيدي رايلي على موقع إن إن دي بي (الإنجليزية)
- تيدي رايلي على موقع أول ميوزيك (الإنجليزية)
- تيدي رايلي على موقع ديسكوغز (الإنجليزية)
- تيدي رايلي على موقع قاعدة بيانات الفيلم (الإنجليزية)